# Groupe de NGC 3393
Le groupe de NGC 3393 comprend au moins sept galaxies situées dans la constellation de l'Hydre. La distance moyenne entre ce groupe et la Voie lactée est d'environ 61,9 Mpc (∼202 millions d'al). 

## Membres
Le tableau ci-dessous liste les sept galaxies du groupe indiquées dans l'article de A.M. Garcia paru en 1993.
| Nom         | Class.       | Type           | α (J2000.0)   | δ (J2000.0)  | Vitesse radiale (km/s) | m            | Distance (Mpc) | Diamètre (kal) |
| ----------- | ------------ | -------------- | ------------- | ------------ | ---------------------- | ------------ | -------------- | -------------- |
| NGC 3383    | SB(rs)bc     | Spirale barrée | 10h 47m 19.2s | -24° 26′ 17″ | 3649 ± 9               | 12,8         | 59,0 ± 4,2     | 99             |
| NGC 3393    | (R')SB(rs)a? | Spirale barrée | 10h 48m 23.4s | -25° 09′ 43″ | 3750 ± 5               | 12,2         | 60,5 ± 4,3     | 226            |
| NGC 3463    | Sb           | Spirale        | 10h 55m 13.3s | -26° 08′ 27″ | 3950 ± 10              | 12,8         | 63,4 ± 4,5     | 145            |
| ESO 501-102 | SB(s)c? pec  | Spirale barrée | 10h 50m 58.3s | -23° 39′ 32″ | 3979 ± 5               | 12,90        | 63,9 ± 4,5     | 111            |
| ESO 502-5   | S0?          | Lenticulaire   | 10h 57m 37.0s | -25° 25′ 40″ | 3901 ± 12              | 12,36 ± 0,09 | 62,7 ± 4,4     | 142            |
| ESO 502-8   | S?           | Spirale        | 10h 59m 51.0s | -25° 29′ 44″ | 3748 ± 15              | 13,23 ± 0,09 | 60,5 ± 4,3     | 56             |
| ESO 502-11  | Pec          | Particulière   | 11h 02m 31.0s | -26° 10′ 07″ | 3962 ± 7               | 14,00        | 63,6 ± 4,5     | 96             |

Le site DeepskyLog permet de trouver aisément les constellations des galaxies mentionnées dans ce tableau ou si elles ne s'y trouvent pas, l'outil du site constellation permet de le faire à l'aide des coordonnées de la galaxie. Sauf indication contraire, les données proviennent du site NASA/IPAC. 